# Rối loạn tiền đình
Rối loạn tiền đình (tiếng Anh là Vestibular disorder) là chứng bệnh đang ngày càng phổ biến và tỉ lệ người mắc ngày càng có xu hướng gia tăng. Mức độ bệnh có thể nhẹ hoặc cũng có thể diễn biến khá nặng và nghiêm trọng tùy từng người bệnh. Tiền đình là một bộ phận khá phức tạp, nằm ở sau hai bên ốc tai, nó có có vai trò điều chỉnh thăng bằng tư thế và các phối hợp cử động mắt, đầu, thân mình.
Bệnh rối loạn tiền đình gây nên trạng thái mất thăng bằng khi thay đổi tư thế làm cho người bị bệnh chóng mặt, đầu óc quay cuồng, mắt hoa, ù tai, buồn nôn, đi đứng không vững, dễ bị ngã.

## Dịch tễ học
Một nghiên cứu gần đây về dịch tễ học ở Mỹ ước tính 35% người từ 40 tuổi trở lên đã trải qua một số cơn rối loạn tiền đình. Cũng tại Mỹ, Viện Quốc gia về chứng điếc và rối loạn giao tiếp khác (NIDCD) báo cáo 80% những người từ 65 tuổi trở lên thường bị chóng mặt, trong đó chóng mặt do rối loạn tiền đình chiếm khoảng 50%.

## Cấu tạo cơ quan tiền đình
Tiền đình là một hệ thống thuộc hệ thần kinh nằm ở phía sau ốc tai (hai bên), có vai trò quan trọng trong duy trì tư thế, dáng bộ, phối hợp cử động mắt, đầu và thân mình. Ở đây, các tín hiệu âm thanh được chuyển từ dạng cơ học sang dạng xung thần kinh để dẫn truyền theo dây thần kinh thính giác (dây số 8) truyền về não. Cơ quan chuyển xung âm thanh dạng cơ học sang dạng điện thần kinh là ốc tai. Gắn liền với ốc tai là ba vòng bán khuyên, tạo hình 3D trong không gian, giúp cơ thể nhận biết vị trí của mình trong không gian 3 chiều.
Tiền đình có nhiệm vụ chính là giữ thăng bằng cho cơ thể. Khi chúng ta di chuyển, cúi, xoay... hệ thống tiền đình cũng sẽ nghiêng lắc theo các động tác này của cơ thể và giúp cơ thể có tư thế thăng bằng. Tiền đình được điều khiển bởi các nhóm thần kinh cao cấp nằm trong não bộ.

## Nguyên nhân
Những rối loạn có liên quan đến thăng bằng (hội chứng tiền đình) là xuất phát từ bộ phận này của tiền đình. Một số nguyên nhân thường gặp dẫn đến bệnh là: do virus gây viêm thần kinh sọ não số 8, thoái hóa một trong các cơ quan của hệ tiền đình, viêm tai giữa, chấn thương mê lộ, nghẽn tắc động mạch tiền đình, co thắt động mạch cột sống,…

## Yếu tố nguy cơ
Theo nghiên cứu nhiều nguyên nhân gây rối loạn tiền đình như thường xuyên sống trong môi trường quá ồn, thời tiết khó chịu khi chuyển mùa, ăn phải thức ăn bị nhiễm độc v..v... Một thực tế cho thấy rối loạn tiền đình rất dễ xảy ra ở những người làm việc trong môi trường văn phòng, như dân công sở, học sinh, sinh viên, nữ giới...
Nhân viên công sở thường ít vận động, ngồi nhiều trong văn phòng lâu ngày làm co thắt động mạch cột sống thân nền, dẫn đến tình trạng thiếu máu nuôi vùng não bộ gây ra bệnh rối loạn tiền đình.
Bên cạnh đó một tỷ lệ lớn những người mắc bệnh rối loạn tiền đình xảy ra ở độ tuổi phụ nữ tiền mãn kinh. Ngoài ra những người hay suy nghĩ, thường xuyên chịu căng thẳng về đầu óc ở mọi lứa tuổi, giới tính cũng là những đối tượng có khả năng mắc bị cao.
Bệnh rối loạn tiền đình mặc dù chưa gây nguy hiểm đến tính mạng người bệnh. Nhưng, bệnh có thể xuất hiện trong vài ngày, rồi hồi phục dần nhưng cũng có thể kéo dài và để lại những di chứng như: mất thăng bằng, lao đao, mắt mờ nhòe, chân tay tê bì, run rẩy, suy yếu mệt mỏi một thời gian, gây ảnh hưởng rất nhiều tới sức khỏe người bị bệnh.

## Triệu chứng
Biểu hiện đầu tiên của bệnh là cảm giác chóng mặt, quay cuồng, hoa mắt, ù tai, buồn nôn. Nặng hơn người bệnh sẽ mất thăng bằng không giữ được tư thế, ù tai, không thể bước đi, dễ ngã.

## Chẩn đoán
Các cơ quan tiền đình tai trong và các dây thần kinh liên kết các trung tâm não hình thành một hệ thống phức tạp phục vụ nhiều chức năng và có thể bị ảnh hưởng bởi một số hệ thống bên ngoài. Do đó, một đánh giá toàn diện của tai trong có thể yêu cầu các loại xét nghiệm khác nhau.
Đôi khi các bài kiểm tra có thể gây mệt mỏi và có thể dẫn đến đứng không vững tạm thời.

## Điều trị
Các phương pháp điều trị cho rối loạn tiền đình phụ thuộc vào triệu chứng, bệnh sử và sức khỏe bệnh nhân nói chung.
Tùy theo nguyên nhân gây rối loạn tiền đình, người bệnh sẽ chọn được hướng điều trị thích hợp. Ở mức độ nhẹ, người bệnh có thể dùng thuốc theo chỉ dẫn của bác sĩ, trường hợp nặng có thể sẽ cần phẫu thuật hoặc điều trị nội khoa. Bên cạnh đó người bệnh cần luyện tập để cải thiện bệnh tình hoặc ngăn ngừa nguy cơ mắc bệnh đối với người bình thường.
Phương pháp Tây Y: Tùy vào tình trạng Bệnh đối với bệnh nhẹ thì sẽ trị ngay tức thì.
Phương pháp Đông y: Trị bệnh từ gốc lên tuy thuốc ngấm tác dung dần nhưng trị tận gốc không tái phát như tây y.
Ngâm chân bằng nước nóng
Mỗi tối trước khi đi ngủ, người bệnh có thể ngâm chân với nước nóng ở nhiệt độ khoảng 40 – 45 độ C và ngâm từ 20 – 30 phút. Đây là cách đơn giản mà có tác dụng lưu thông máu, giảm mệt mỏi và ngăn ngừa chóng mặt rất hiệu quả.
Tự xoa bóp, massage
Mỗi khi bị chóng mặt, đau đầu… bạn có thể dùng tay tự xoa bóp nhẹ nhàng vùng trán, sau gáy, 2 bên hốc mắt và vùng đỉnh đầu tầm 10 phút sẽ làm giảm triệu chứng và phòng chống rối loạn tiền đình.